# Nova Canaã do Norte
Nova Canaã do Norte är en kommun i Brasilien.   Den ligger i delstaten Mato Grosso, i den centrala delen av landet, 1 000 km nordväst om huvudstaden Brasília. Antalet invånare är 12 132.
I omgivningarna runt Nova Canaã do Norte växer i huvudsak städsegrön lövskog. Trakten runt Nova Canaã do Norte är nära nog obefolkad, med mindre än två invånare per kvadratkilometer.